# Ломна
Ломна (слч. Lomná) насељено је мјесто са административним статусом сеоске општине (слч. obec) у округу Наместово, у Жилинском крају, Словачка Република.

## Становништво
| Година:    | 1994. | 2004.    | 2014.    | 2024.   |
| ---------- | ----- | -------- | -------- | ------- |
| Број људи: | 700   | 785      | 887      | 966     |
| Разлика:   |       | +12,14 % | +12,99 % | +8,90 % |

| Година:    | 2023. | 2024.   |
| ---------- | ----- | ------- |
| Број људи: | 961   | 966     |
| Разлика:   |       | +0,52 % |

Према подацима о броју становника из 2023. године насеље је имало 961 становника.